# 和歌山県道242号湯峯温泉線
和歌山県道242号湯峯温泉線（わかやまけんどう242ごう ゆみねおんせんせん）は、和歌山県田辺市を通る、かつて存在した一般県道である。

## 概要
田辺市本宮町下湯川から田辺市本宮町請川に至る。
全線温泉や旅館があるため、観光ルートとして観光客が利用していて、国道311号重複区間を除く区間は道が狭い。

### 路線データ
- 起点：田辺市本宮町本宮町下湯川（湯ノ峰温泉前）
- 終点：田辺市本宮町請川（国道168号交点）
- 実延長：7.2 km

## 歴史
- 1966年（昭和41年）1月22日 - 和歌山県が一般県道として湯峯温泉線を認定[1]。
- 2008年（平成20年）7月1日 - 和歌山県告示第920号により廃止された[2]。

## 路線状況

### 重複区間
- 国道311号（田辺市本宮町渡瀬 - 田辺市本宮町渡瀬・川湯温泉入口交差点）
- 和歌山県道241号静川請川線（田辺市本宮町川湯・川湯交差点 - 田辺市本宮町請川（終点））
- 和歌山県道45号那智勝浦本宮線（田辺市本宮町請川）

### 道路施設

#### トンネル
- 温泉隧道：延長473 m、1976年（昭和51年）竣工、田辺市

## 地理

### 通過していた自治体
- 和歌山県
  - 田辺市

### 交差していた道路
| 交差していた道路                                                | 交差していた場所 | 交差していた場所   |
| --------------------------------------------------------------- | ---------------- | ------------------ |
| 国道311号 重複区間起点                                          | 本宮町渡瀬       |                    |
| 国道311号 重複区間終点                                          | 本宮町渡瀬       | 川湯温泉入口交差点 |
| 和歌山県道241号静川請川線 重複区間起点                          | 本宮町川湯       | 川湯交差点         |
| 和歌山県道45号那智勝浦本宮線 重複区間起点                       | 本宮町請川       |                    |
| 和歌山県道45号那智勝浦本宮線 重複区間終点                       | 本宮町請川       |                    |
| 国道168号 国道311号 重複 和歌山県道241号静川請川線 重複区間終点 | 本宮町請川       | 終点               |

### 沿線
- 湯ノ峰温泉
- 湯峰郵便局
- 新宮警察署
  - 湯峯駐在所
  - 請川駐在所
- 川湯温泉
- 大塔川
- 熊野川